# Baza namiotowa Głuchaczki

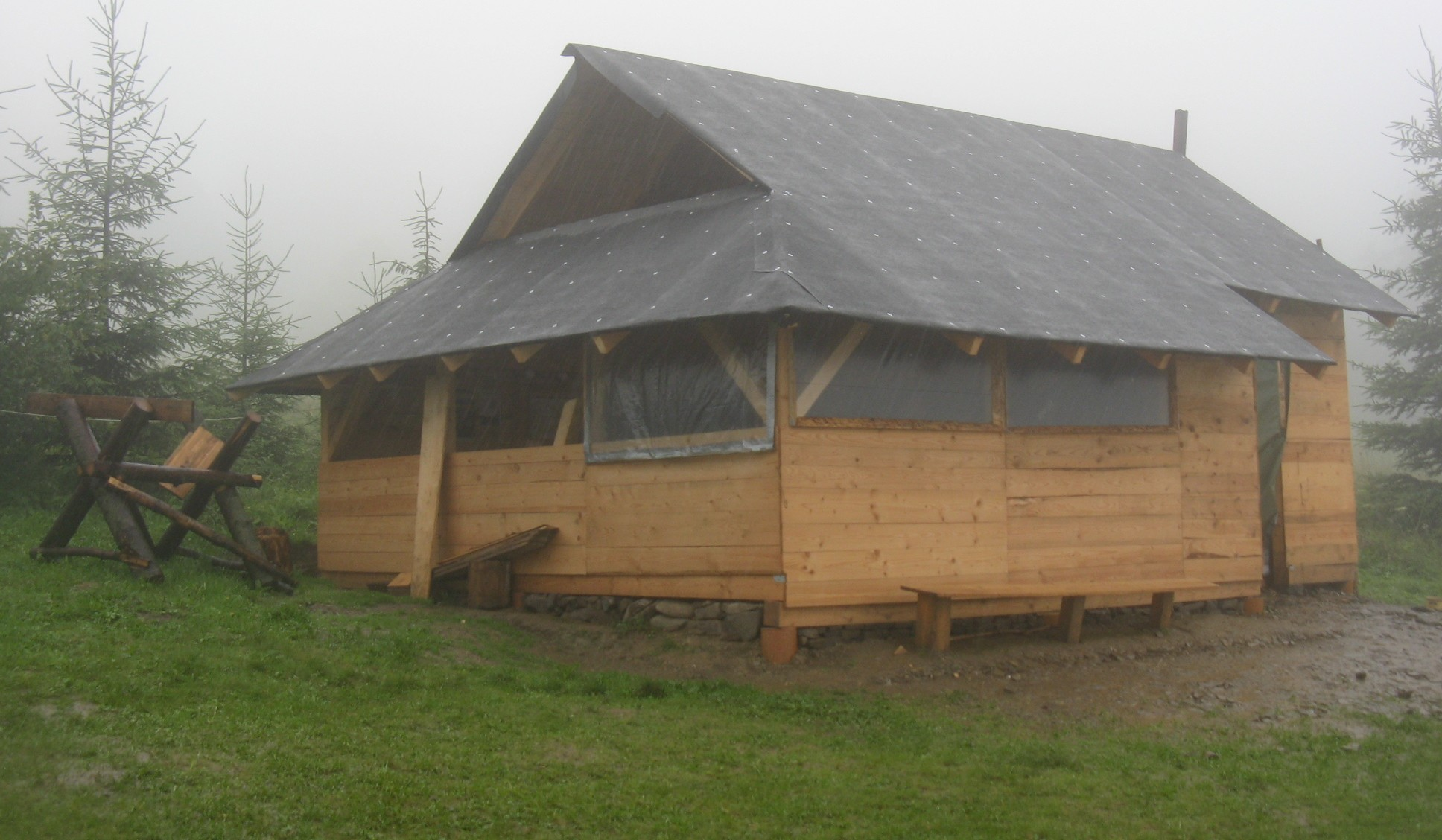
Wiata Bazy

Baza namiotowa Głuchaczki – studencka baza namiotowa pod szczytem Mędralowej na Głównym Szlaku Beskidzkim. Baza oferuje 40 miejsc noclegowych w warunkach turystycznych w 10-osobowych namiotach, 20 miejsc na nocleg w namiotach własnych, prysznic (woda ogrzewana tylko przez kolektor słoneczny), bezpłatny wrzątek lub herbatę, kuchnię turystyczną.
Baza prowadzona jest przez Studenckie Koło Przewodników Beskidzkich w Katowicach i czynna jest tylko w sezonie letnim (lipiec-sierpień). Znajduje się w pobliżu Babiej Góry i Pilska i stanowi idealną bazę wypadową na oba te szczyty, jak i wiele innych.
Według regionalizacji Polski opracowanej przez Jerzego Kondrackiego znajduje się w Beskidzie Makowskim. Na mapach i w przewodnikach turystycznych często teren ten zaliczany jest do Beskidu Żywieckiego.

## Szlaki turystyki pieszej[3]
– czerwony z Markowych Szczawin. Czas przejścia: 4.00 h, suma podejść 160 m.
 – czerwony z przełęczy Glinne. Czas przejścia: 3.00 h, suma podejść 550 m.